# Quincy-sous-Sénart
Pour les articles homonymes, voir Quincy et Sénart (homonymie).
Quincy-sous-Sénart (prononcé [kɛ̃si su senaʁ] ) est une commune française située à vingt-cinq kilomètres au sud-est de Paris dans le département de l'Essonne en région Île-de-France.
Ses habitants sont appelés les Quincéens.

## Géographie

### Situation
| Type d’occupation           | Pourcentage | Superficie (en hectares) |
| --------------------------- | ----------- | ------------------------ |
| Espace urbain construit     | 33,8 %      | 177,57                   |
| Espace urbain non construit | 3,4 %       | 17,99                    |
| Espace rural                | 62,7 %      | 329,15                   |
| Source : Iaurif - MOS 2008  |             |                          |

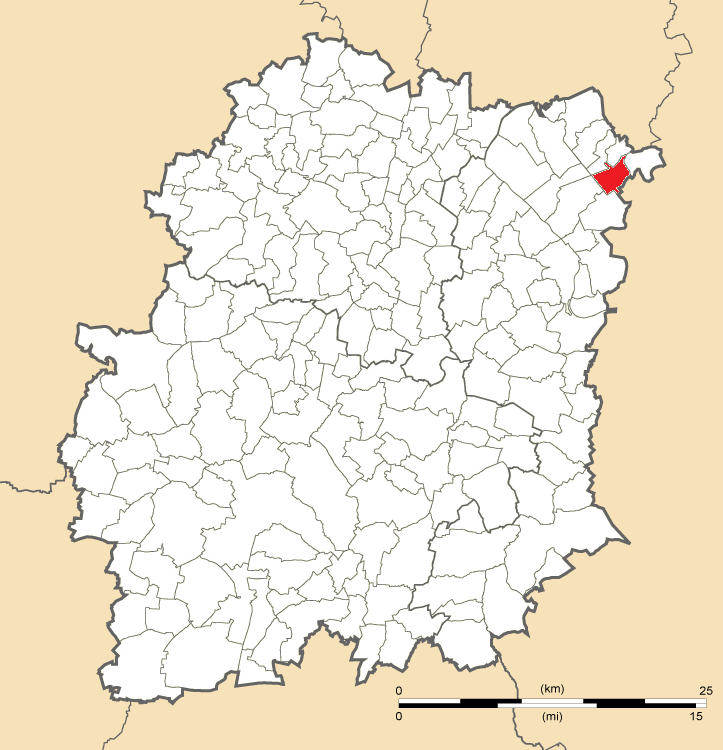
Position de Quincy-sous-Sénart en Essonne.

Quincy-sous-Sénart est située à vingt-cinq kilomètres au sud-est de Paris-Notre-Dame, point zéro des routes de France, huit kilomètres au nord-est d'Évry, huit kilomètres au nord-est de Corbeil-Essonnes, dix-neuf kilomètres au nord-est de Montlhéry, vingt-deux kilomètres au sud-est de Palaiseau, vingt-trois kilomètres au nord-est d'Arpajon, vingt-cinq kilomètres au nord-est de La Ferté-Alais, trente kilomètres au nord-est de Milly-la-Forêt, trente-huit kilomètres au nord-est d'Étampes, quarante et un kilomètres au nord-est de Dourdan. Limitrophe de la Seine-et-Marne, la commune est aussi située à dix-sept kilomètres au nord-ouest de Melun.

### Hydrographie
La commune est traversée par la rivière l'Yerres.

### Climat
Pour des articles plus généraux, voir Climat de l'Île-de-France et Climat de l'Essonne.
En 2010, le climat de la commune est de type climat océanique dégradé des plaines du Centre et du Nord, selon une étude du CNRS s'appuyant sur une série de données couvrant la période 1971-2000. En 2020, Météo-France publie une typologie des climats de la France métropolitaine dans laquelle la commune est exposée à un climat océanique altéré et est dans la région climatique  Sud-ouest du bassin Parisien, caractérisée par une faible pluviométrie, notamment au printemps (120 à 150 mm) et un hiver froid (3,5 °C). 
Pour la période 1971-2000, la température annuelle moyenne est de 11,3 °C, avec une amplitude thermique annuelle de 15,2 °C. Le cumul annuel moyen de précipitations est de 669 mm, avec 10,7 jours de précipitations en janvier et 7,9 jours en juillet. Pour la période 1991-2020, la température moyenne annuelle observée sur la station météorologique la plus proche, située sur la commune de Mandres-les-Roses à 4 km à vol d'oiseau, est de 11,9 °C et le cumul annuel moyen de précipitations est de 698,3 mm,. Pour l'avenir, les paramètres climatiques de la commune estimés pour 2050 selon différents scénarios d'émission de gaz à effet de serre sont consultables sur un site dédié publié par Météo-France en novembre 2022.
| Mois                                  | jan.          | fév.           | mars           | avril       | mai            | juin           | jui.           | août          | sep.        | oct.            | nov.             | déc.             | année     |
| ------------------------------------- | ------------- | -------------- | -------------- | ----------- | -------------- | -------------- | -------------- | ------------- | ----------- | --------------- | ---------------- | ---------------- | --------- |
| Température minimale moyenne (°C)     | 1,8           | 1,6            | 3,8            | 5,8         | 9,6            | 12,7           | 14,5           | 14            | 10,8        | 8,2             | 4,7              | 2,4              | 7,5       |
| Température moyenne (°C)              | 4,5           | 5              | 8,2            | 11          | 14,8           | 18,1           | 20,2           | 20            | 16,3        | 12,4            | 7,8              | 5                | 11,9      |
| Température maximale moyenne (°C)     | 7,2           | 8,6            | 12,7           | 16,4        | 19,9           | 23,5           | 25,9           | 26,1          | 21,8        | 16,6            | 10,9             | 7,5              | 16,4      |
| Record de froid (°C) date du record   | −16 08.01.10  | −13 07.02.1991 | −10,5 01.03.05 | −3 07.04.21 | 0,5 07.05.1997 | 1,8 04.06.1991 | 6,1 04.07.1990 | 6 28.08.1998  | 1 30.09.12  | −3,8 30.10.1997 | −10,4 24.11.1998 | −10,3 29.12.1996 | −16 2010  |
| Record de chaleur (°C) date du record | 16,1 27.01.03 | 22 27.02.19    | 25 31.03.21    | 29 20.04.18 | 33 28.05.17    | 38 22.06.17    | 39,5 31.07.20  | 40,1 06.08.03 | 35 15.09.20 | 29,5 01.10.11   | 23 08.11.15      | 17,3 16.12.1989  | 40,1 2003 |
| Précipitations (mm)                   | 57,2          | 50,9           | 49,8           | 50,6        | 67,4           | 58,6           | 60             | 61,1          | 52,4        | 58              | 61,8             | 70,5             | 698,3     |

### Voies de communication et transports

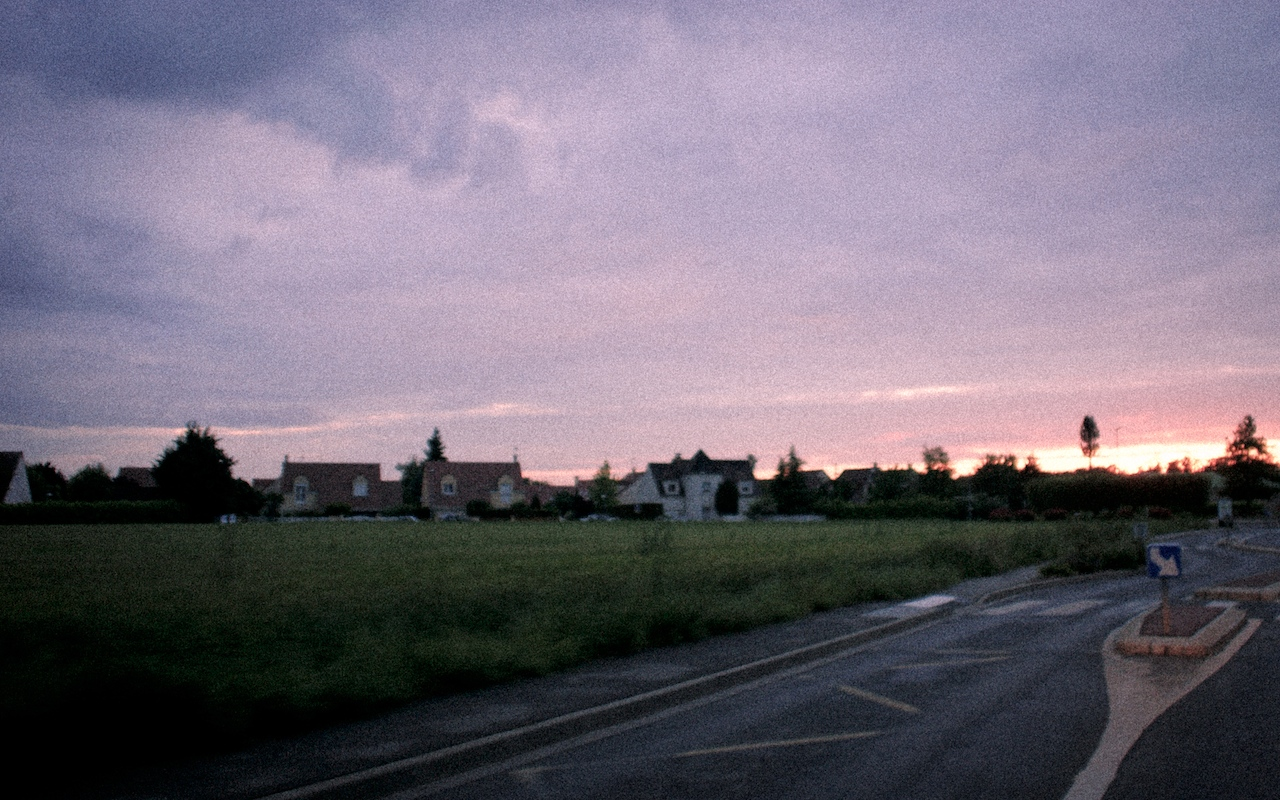
Une rue de Quincy-sous-Sénart.

Quincy-sous-Sénart est desservie par le RER D, avec les gares de Combs-la-Ville - Quincy et de Boussy-Saint-Antoine.
La commune dispose de sa propre ligne de bus, le Quincy-bus, qui permet de relier notamment la Mairie, les écoles, la gare de Boussy Saint Antoine, le lycée professionnel.
À la gare de Boussy Saint Antoine sont réunies de nombreuses lignes de bus pour rejoindre les communes avoisinantes. 
Enfin, le Transessonne 91.01, avec deux arrêts sur le territoire de la commune permet de rejoindre en 20 minutes Évry, chef-lieu du département, et en quelques minutes à peine le centre commercial Val d'Yerres 2.

## Urbanisme

### Typologie
Au 1er janvier 2024, Quincy-sous-Sénart est catégorisée grand centre urbain, selon la nouvelle grille communale de densité à sept niveaux définie par l'Insee en 2022.
Elle appartient à l'unité urbaine de Paris, une agglomération inter-départementale regroupant 407  communes, dont elle est une commune de la banlieue,,. Par ailleurs la commune fait partie de l'aire d'attraction de Paris, dont elle est une commune du pôle principal,. Cette aire regroupe 1 929 communes,.

## Toponymie
Quintiacum en 1204, Quintiacum en 1242.
L'origine du nom du lieu est peu connue. La commune fut créée en 1793 avec son nom actuel.

## Histoire
La ville connait une importante croissance démographique à partir des Trente Glorieuses, avec le développement de nombreux logements, à l'instar du grand ensemble du Vieillet, bâti au début des années 1970 avec 500 logements sociaux. Classé quartier prioritaire depuis 2015, le quartier a bénéficié d'une rénovation en 2006, avec la destruction de portion d'immeuble, soit 22 logements supprimés.

## Politique et administration

### Rattachements administratifs et électoraux
La commune de Quincy-sous-Sénart fait partie de  l'arrondissement d’Évry, du canton d'Épinay-sous-Sénart et de la neuvième circonscription de l'Essonne

### Intercommunalité
La ville adhérait depuis 2002 à la communauté d'agglomération du Val d'Yerres.
Dans le cadre de la mise en œuvre de la loi MAPAM du 27 janvier 2014, qui prévoit la généralisation de l'intercommunalité à l'ensemble des communes et la création d'intercommunalités de taille importante, le préfet de la région d'Île-de-France approuve le 4 mars 2015 un schéma régional de coopération intercommunale qui prévoit notamment la « fusion de la communauté d'agglomération Sénart Val de Seine, de la communauté d'agglomération du Val d'Yerres et extension du nouveau regroupement à la commune de Varennes-Jarcy », jusqu'alors membre de la communauté de communes du Plateau Briard. Celle-ci, après une consultation de ses habitants qui s'est tenue en avril 2015, intègre néanmoins la communauté de communes de l'Orée de la Brie le 1er janvier 2016, de manière à ne pas être concernée par la Métropole du Grand Paris,.
Les communes de Sénart Val de Seine s'opposent à la création, et le maire de Draveil, Georges Tron, organise un référendum dans sa ville, qui aboutit à un rejet de la fusion par 98,3 %, mais avec une participation limitée à 23 % des électeurs,.
La création de la nouvelle communauté d'agglomération est néanmoins créée par arrêté préfectoral du 14 décembre 2015 « portant création d’un établissement public de coopération intercommunale issu de la fusion des communautés d’agglomération Sénart Val de Seine et Val d’Yerres », dénommée communauté d'agglomération Val d'Yerres Val de Seine.

### Tendances et résultats politiques
Élections présidentielles, résultats des deuxièmes tours
- Élection présidentielle de 2002 : 82,26 % pour Jacques Chirac (RPR), 17,74 % pour Jean-Marie Le Pen (FN), 82,48 % de participation[37].
- Élection présidentielle de 2007 : 50,54 % pour Nicolas Sarkozy (UMP), 49,46 % pour Ségolène Royal (PS), 85,69 % de participation[38].
- Élection présidentielle de 2012 : 55,86 % pour François Hollande (PS), 44,14 % pour Nicolas Sarkozy (UMP), 82,19 % de participation[39].
- Élection présidentielle de 2017 : 68,93 % pour Emmanuel Macron (LREM), 31,07 % pour Marine Le Pen (FN), 88,13 % de participation[40].

Élections législatives, résultats des deuxièmes tours
- Élections législatives de 2002 : 57,08 % pour Georges Tron (UMP), 42,92 % pour Florence Léon-Ploquin (PS), 61,39 % de participation[41].
- Élections législatives de 2007 : 54,02 % pour Georges Tron (UMP), 45,98 % pour Thierry Mandon (PS), 55,82 % de participation[42].
- Élections législatives de 2012 : 60,71 % pour Thierry Mandon (PS), 39,29 % pour Georges Tron (UMP), 56,09 % de participation[43].
- Élections législatives de 2017 : 57,52 % pour Marie Guévenoux (LREM), 42,48 % pour Véronique Carantois (LR), 37,03 % de participation.

Élections européennes, résultats des deux meilleurs scores
- Élections européennes de 2004 : 26,78 % pour Harlem Désir (PS), 15,09 % pour Patrick Gaubert (UMP), 45,21 % de participation[44].
- Élections européennes de 2009 : 26,18 % pour Michel Barnier (UMP), 18,66 % pour Daniel Cohn-Bendit (Europe Écologie), 40,24 % de participation[45].
- Élections européennes de 2014 : 22,77 % pour Aymeric Chauprade (FN), 16,32 % pour Alain Lamassoure (UMP), 42,21 % de participation[46].
- Élections européennes de 2019 : 19,86 % pour Nathalie Loiseau (LREM), 18,17 % pour Jordan Bardella (RN), 47,26 % de participation.

Élections régionales, résultats des deux meilleurs scores
- Élections régionales de 2004 : 51,93 % pour Jean-Paul Huchon (PS), 35,32 % pour Jean-François Copé (UMP), 66,06 % de participation[47].
- Élections régionales de 2010 : 60,42 % pour Jean-Paul Huchon (PS), 39,58 % pour Valérie Pécresse (UMP), 46,59 % de participation[48].
- Élections régionales de 2015 : 42,69 % pour Claude Bartolone (PS), 33,77 % pour Valérie Pécresse (LR), 55,28 % de participation.

Élections cantonales et départementales, résultats des deuxièmes tours
- Élections cantonales de 2004 : 55,26 % pour Richard Messina (PS), 44,74 % pour David Nadeau (UMP), 66,34 % de participation[49].
- Élections cantonales de 2011 : 70,58 % pour Romain Colas (PS), 29,42 % pour Jean Legangneux (FN), 42,75 % de participation[50].
- Élections départementales de 2015 : 62,92 % pour Damien Allouch et Annick Dischbein (PS), 37,08 % pour Olivia Le Roux et Laurent Stillen (FN), 47,60 % de participation.

Élections municipales, résultats des deuxièmes tours
- Élections municipales de 2001 : données manquantes.
- Élections municipales de 2008 : 59,28 % pour Daniel Besse (UMP), 40,72 % pour Florence Léon-Ploquin (DVG), 59,77 % de participation[51].
- Élections municipales de 2014 : 45,74 % pour Christine Garnier (UMP), 28,39 % pour Dominique Bruguera (PS), 25,386 % pour Danielle Couvreux (SE), 58,91 % de participation.
- Élections municipales de 2020 : 72,58 % pour Christine Garnier (LR) élue au premier tour, 27,41 % pour Najia Benramdane (SE), 36,62 % de participation.

Référendums
- Référendum de 2000 relatif au quinquennat présidentiel : 73,94 % pour le Oui, 26,06 % pour le Non, 32,27 % de participation[52].
- Référendum de 2005 relatif au traité établissant une Constitution pour l'Europe : 55,84 % pour le Non, 44,16 % pour le Oui, 70,97 % de participation[53].

### Ville Internet
En 2010, la commune de Quincy-sous-Sénart a été récompensée par le label « Ville Internet @@ », récompense renouvelée en 2011.
Elle n'a pas été néanmoins renouvelée depuis cette date.

### Jumelages
| Quincy- · sous-Sénart Montemarciano Saint-Bruno- · de-Montarville Saue |

Quincy-sous-Sénart a développé des associations de jumelage avec :
- Montemarciano (Italie) depuis 1983, en italien Montemarciano, située à 1 000 kilomètres[65].
- Saint-Bruno-de-Montarville (Canada) depuis 1983 - située à 5 520 kilomètres[66].
- Saue (Estonie) depuis 2006, en estonien Saue, située à 1 851 kilomètres[67].

## Population et société

### Démographie

#### Évolution démographique
L'évolution du nombre d'habitants est connue à travers les recensements de la population effectués dans la commune depuis 1793. Pour les communes de moins de 10 000 habitants, une enquête de recensement portant sur toute la population est réalisée tous les cinq ans, les populations de référence des années intermédiaires étant quant à elles estimées par interpolation ou extrapolation. Pour la commune, le premier recensement exhaustif entrant dans le cadre du nouveau dispositif a été réalisé en 2006.

En 2022, la commune comptait 9 491 habitants, en évolution de +5,96 % par rapport à 2016 (Essonne : +2,89 %, France hors Mayotte : +2,11 %).
| 1793 | 1800 | 1806 | 1821 | 1831 | 1836 | 1841 | 1846 | 1851 |
| ---- | ---- | ---- | ---- | ---- | ---- | ---- | ---- | ---- |
| 100  | 125  | 141  | 125  | 105  | 128  | 167  | 183  | 214  |

| 1856 | 1861 | 1866 | 1872 | 1876 | 1881 | 1886 | 1891 | 1896 |
| ---- | ---- | ---- | ---- | ---- | ---- | ---- | ---- | ---- |
| 183  | 188  | 203  | 208  | 179  | 156  | 174  | 150  | 207  |

| 1901 | 1906 | 1911 | 1921 | 1926 | 1931  | 1936  | 1946  | 1954  |
| ---- | ---- | ---- | ---- | ---- | ----- | ----- | ----- | ----- |
| 218  | 207  | 239  | 243  | 591  | 1 215 | 1 505 | 1 550 | 2 090 |

| 1962  | 1968  | 1975  | 1982  | 1990  | 1999  | 2006  | 2011  | 2016  |
| ----- | ----- | ----- | ----- | ----- | ----- | ----- | ----- | ----- |
| 2 720 | 3 909 | 6 705 | 7 157 | 7 079 | 7 426 | 7 616 | 8 209 | 8 957 |

| 2021  | 2022  | - | - | - | - | - | - | - |
| ----- | ----- | - | - | - | - | - | - | - |
| 9 477 | 9 491 | - | - | - | - | - | - | - |

#### Pyramide des âges
En 2018, le taux de personnes d'un âge inférieur à 30 ans s'élève à 37,7 %, soit en dessous de la moyenne départementale (39,9 %). À l'inverse, le taux de personnes d'âge supérieur à 60 ans est de 23,7 % la même année, alors qu'il est de 20,1 % au niveau départemental.
En 2018, la commune comptait 4 299 hommes pour 4 719 femmes, soit un taux de 52,33 % de femmes, légèrement supérieur au taux départemental (51,02 %).
Les pyramides des âges de la commune et du département s'établissent comme suit.
| Hommes | Classe d’âge | Femmes |
| ------ | ------------ | ------ |
| 0,7    | 90 ou +      | 2,5    |
| 6,1    | 75-89 ans    | 9,3    |
| 14,4   | 60-74 ans    | 14,1   |
| 20,1   | 45-59 ans    | 20,2   |
| 19,4   | 30-44 ans    | 17,5   |
| 19,9   | 15-29 ans    | 18,4   |
| 19,4   | 0-14 ans     | 18,0   |

| Hommes | Classe d’âge | Femmes |
| ------ | ------------ | ------ |
| 0,5    | 90 ou +      | 1,4    |
| 5,4    | 75-89 ans    | 7,2    |
| 12,9   | 60-74 ans    | 13,9   |
| 20     | 45-59 ans    | 19,4   |
| 19,9   | 30-44 ans    | 20,1   |
| 20     | 15-29 ans    | 18,2   |
| 21,3   | 0-14 ans     | 19,8   |

### Équipements scolaires
Les élèves de Quincy-sous-Sénart sont rattachés à l'académie de Versailles. La commune dispose sur son territoire des écoles primaires Maurice-Lahaye et La Fontaine-Cornaille et du lycée professionnel des Frères-Moreau.

### Équipements de santé
La commune dispose sur son territoire des maisons de retraite Aubergerie et les Passe-Roses et de l'établissement d'hébergement pour personnes âgées dépendantes le Moulin Vert. Un centre de la protection maternelle et infantile est implanté dans la commune. Sur cette commune est implanté l'Hôpital privé Claude Galien Ramsey Santé

### Services publics
La commune dispose sur son territoire d'une agence postale.

### Parc

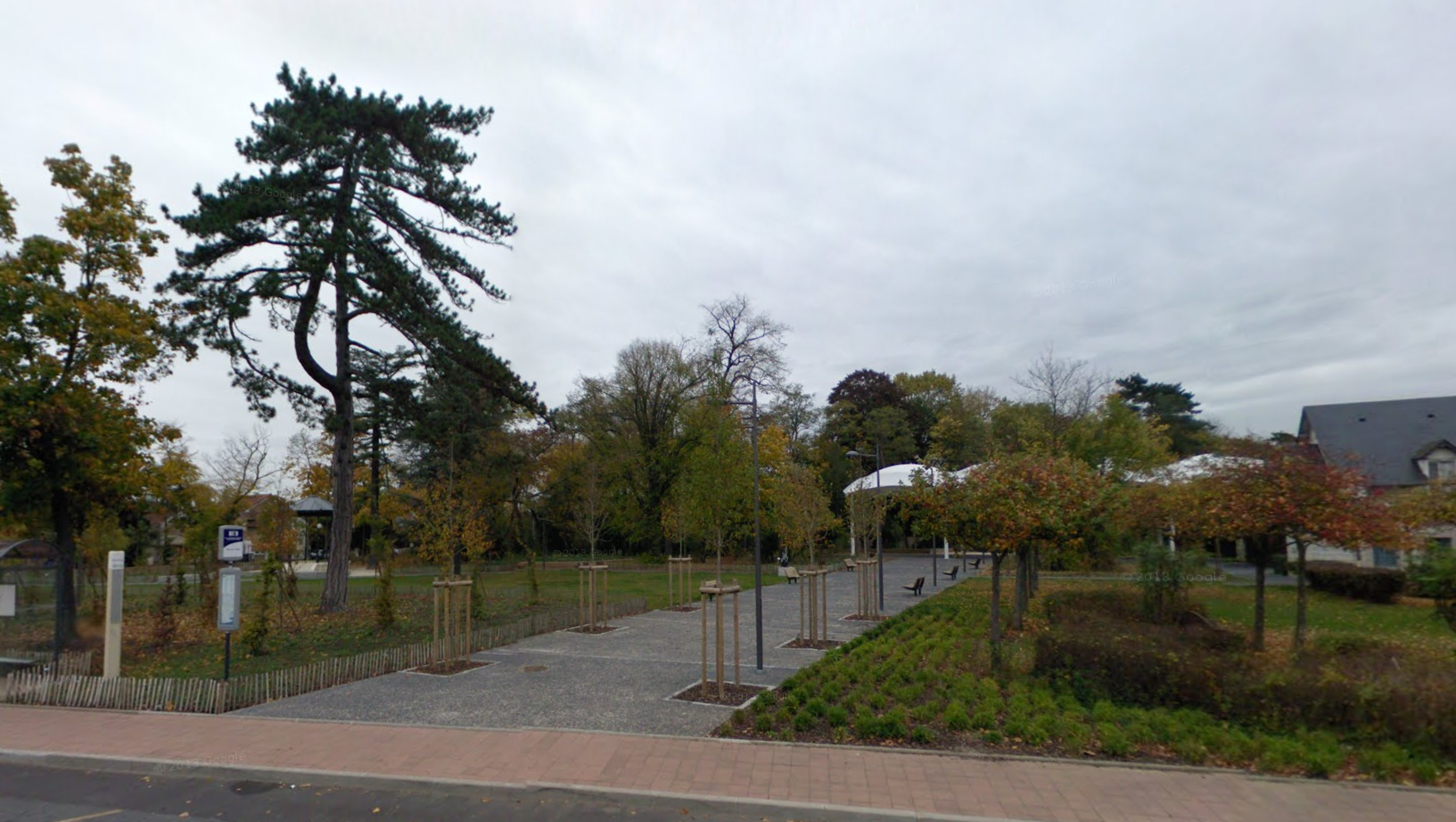
Parc de la mairie : une vue depuis la rue de Combs-la-Ville.

Dans le centre-ville, en face de la bibliothèque Antoine-de-Saint-Exupéry, près de la mairie, se trouve le parc de la Mairie, parc boisé contenant ayant une grande pelouse et un hall. Il est aussi doté d'un kiosque et d'une aire de jeux pour enfants.

### Lieux de culte
La paroisse catholique de Quincy-sous-Sénart est rattachée au secteur pastoral de Brunoy-Val d'Yerres et au diocèse d'Évry-Corbeil-Essonnes. Elle dispose de l'église de l'Exaltation de la Sainte-Croix.

### Médias
L'hebdomadaire Le Républicain relate les informations locales. La commune est en outre dans le bassin d'émission des chaînes de télévision France 3 Paris Île-de-France Centre, IDF1 et Téléssonne intégré à Télif.

## Économie

### Emplois, revenus et niveau de vie
En 2010, le revenu fiscal médian par ménage était de 35 596 €, ce qui plaçait Quincy-sous-Sénart au 5 905e rang parmi les 31 525 communes de plus de 39 ménages en métropole.
| Répartition des emplois par catégories socioprofessionnelles en 2006. |              |                                           |                                                   |                            |                          |                           |
|                                                                       | Agriculteurs | Artisans, commerçants, chefs d’entreprise | Cadres et professions intellectuelles supérieures | Professions intermédiaires | Employés                 | Ouvriers                  |
| Quincy-sous-Sénart                                                    | 0,0 %        | 7,1 %                                     | 9,1 %                                             | 29,4 %                     | 41,4 %                   | 13,0 %                    |
| Zone d'emploi de Créteil                                              | 0,2 %        | 5,4 %                                     | 17,6 %                                            | 27,3 %                     | 30,3 %                   | 19,3 %                    |
| Moyenne nationale                                                     | 2,2 %        | 6,0 %                                     | 15,4 %                                            | 24,6 %                     | 28,7 %                   | 23,2 %                    |
| Répartition des emplois par secteurs d’activités en 2006.             |              |                                           |                                                   |                            |                          |                           |
|                                                                       | Agriculture  | Industrie                                 | Construction                                      | Commerce                   | Services aux entreprises | Services aux particuliers |
| Quincy-sous-Sénart                                                    | 0,0 %        | 3,9 %                                     | 8,2 %                                             | 12,9 %                     | 8,4 %                    | 7,1 %                     |
| Zone d'emploi de Créteil                                              | 0,7 %        | 9,4 %                                     | 7,1 %                                             | 14,4 %                     | 13,9 %                   | 7,2 %                     |
| Moyenne nationale                                                     | 3,5 %        | 15,2 %                                    | 6,4 %                                             | 13,3 %                     | 13,3 %                   | 7,6 %                     |
| Sources : Insee,                                                      |              |                                           |                                                   |                            |                          |                           |

## Culture locale et patrimoine

### Patrimoine environnemental
Les berges de l'Yerres et la portion communale de la forêt de Sénart au sud ont été recensés au titre des espaces naturels sensibles par le conseil départemental de l'Essonne.

### Lieux et monuments
- L'église Sainte-Croix
Cette petite église a été construite sous le vocable de la Sainte-Croix en 1537. L'église de Quincy-sous-Sénart n'était à cette époque qu'une simple chapelle attestée dès 1399. Elle fut érigée en paroisse en 1737. La plupart de ses vitraux sont d'époque et datent des XIVe et XVIe siècles. De nombreuses restaurations, dont celles de 1967, 1995 et 2004, ont permis de la maintenir dans un excellent état.
- Le château seigneurial (XVIIe siècle)
Il ne reste aujourd'hui que l'aile gauche de ce château de la renaissance, propriété de Monsieur, frère du roi Louis XVI et futur Louis XVIII. Le reste du château fut démantelé pendant la Révolution.
- Le château Leroy (XIXe siècle)
Le château Leroy, construit en 1889, doit son nom à son premier propriétaire Charles Isidore Leroy, fils du fondateur de l'industrie des papiers Leroy. Il appartient maintenant au ministère de l’Intérieur et loge la 3e Compagnie Républicaine de Sécurité.

### Personnalités liées à la commune
Différents personnages publics sont nés, décédés ou ont vécu à Quincy-sous-Sénart :
- Raoul Cabrol (1895–1956), dessinateur et journaliste y est mort.
- Robert Marichal (1904–1999), paléographe et archiviste y est mort.
- Jacques Ardouin (1937–2002), acteur, réalisateur et metteur en scène y est mort.
- Mathieu Bastareaud (1988– ), rugbyman y vécut.[réf. nécessaire]
- Julia Pereira De Sousa Mabileau (2001- ), snowboardeuse, médaille d'argent aux Jeux olympiques d'hiver de 2018, née dans la commune.
- Victor Martins (2001- ), pilote automobile, y est né.

### Héraldique et logotype
| Blason de Quincy-sous-Sénart | Blason  | D'argent au lion de sable, armé et lampassé de gueules, à la bordure componée d'argent et de gueules, chaque compon chargé d'un maillet de gueules sur l'argent et d'or sur le gueules ; au chef d'azur chargé d'une fleur de lis d'or accostée de deux quintefeuilles d'argent et surmontée d'un lambel de gueules*, brochant sur la bordure |
| Blason de Quincy-sous-Sénart | Détails | La commune s'est en outre dotée d'un logotype. Le statut officiel du blason reste à déterminer. |